# Constance Mantey
Pour les articles homonymes, voir Mantey.
Constance Mantey (né le 31 août 1976 au Ghana) est un joueur de football international ghanéen, qui évoluait au poste de gardien de but.

## Biographie

### Carrière en sélection
Avec l'équipe du Ghana, il joue 2 matchs (pour aucun but inscrit) en 2000. Il figure notamment dans le groupe des sélectionnés lors des CAN de 1998 et de 2000.